# アントニオ・ペレス・バラダ
アントニオ・ペレス・バラダ（Antonio Pérez Balada、1919年10月15日 - 2016年3月7日）は、スペイン・バレンシア州ヌレス出身の元サッカー選手。ポジションはゴールキーパー。